# Piratula
Piratula là một chi nhện trong họ Lycosidae.